# Bruck am Ziller
Bruck am Ziller is een gemeente in het district Schwaz in de Oostenrijkse deelstaat Tirol.

## Geografie
Het stratendorp Bruck is gelegen op een terras aan het begin van het Zillertal, ten oosten van de Ziller. Achter het dorp ligt een steile berghelling. Naast Bruck behoren ook de kernen Imming als enkele verspreide kernen op de Bruckerberg tot de gemeente. Over de 1111 meter hoge Kerschbaumersattel bestaat een wegverbinding met Reith im Alpbachtal.
Het beeld in de gemeente wordt sterk bepaald door de landbouw. Industrie en toerisme zijn van kleinere invloed. Verder zijn veel bewoners werkzaam buiten de gemeentegrenzen.

## Geschiedenis
Waarschijnlijk bestond er reeds in de Romeinse tijd in het gebied rondom Bruck een belangrijke weg naar het Inndal over de Ziller, die de grens vormde tussen de Romeinse provincies Raetia in het westen en Noricum in het oosten. Bruck werd echter pas voor het eerst vermeld in 1187 als villa Prukke, wat wijst op de bouw van een vaste brug over de Ziller. Van de dorpskern Imming werd al veel eerder, in 976, melding gemaakt; het werd toen Himinga genoemd, wat wijst op bewoning van het dorp door Bajuwaren.
Politiek gezien viel Bruck niet onder de heerschappij van de bisschoppen van Salzburg, maar onder Beierse heerschappij en vanaf 1504 viel het onder het Tiroler gerecht Rattenberg. Pas in 1811 werd Bruck een zelfstandige gemeente.
In de 16e en 17e eeuw werd op de Reitherkogel naar koper en zilver gezocht. De gereformeerde kerken, met name de wederdopers, konden ruimschoots rekenen op gehoor bij de bevolking van Bruck aan het begin van de 16e eeuw. De overheid zag hen echter als bedreiging. Tussen 1528 en 1539 werden in Rattenberg 71 wederdopers terechtgesteld. Onder hen waren vele inwoners van Bruck.
Sinds 1939 behoort Bruck niet meer tot het district Kufstein, maar tot het district Schwaz. Schwaz is sinds 1969 ook de plaats waar voor Bruck wordt rechtgesproken.